# ルフトハンザドイツ航空2904便事故
ルフトハンザドイツ航空2904便事故は、1993年9月14日にポーランドのオケンチェ国際空港で発生した事故である。フランクフルト国際空港発オケンチェ国際空港行きだったルフトハンザドイツ航空2904便（エアバス A320-211）がオケンチェ空港への着陸時に滑走路をオーバーランした。乗員乗客70人中2人が死亡した。

## 事故の経緯

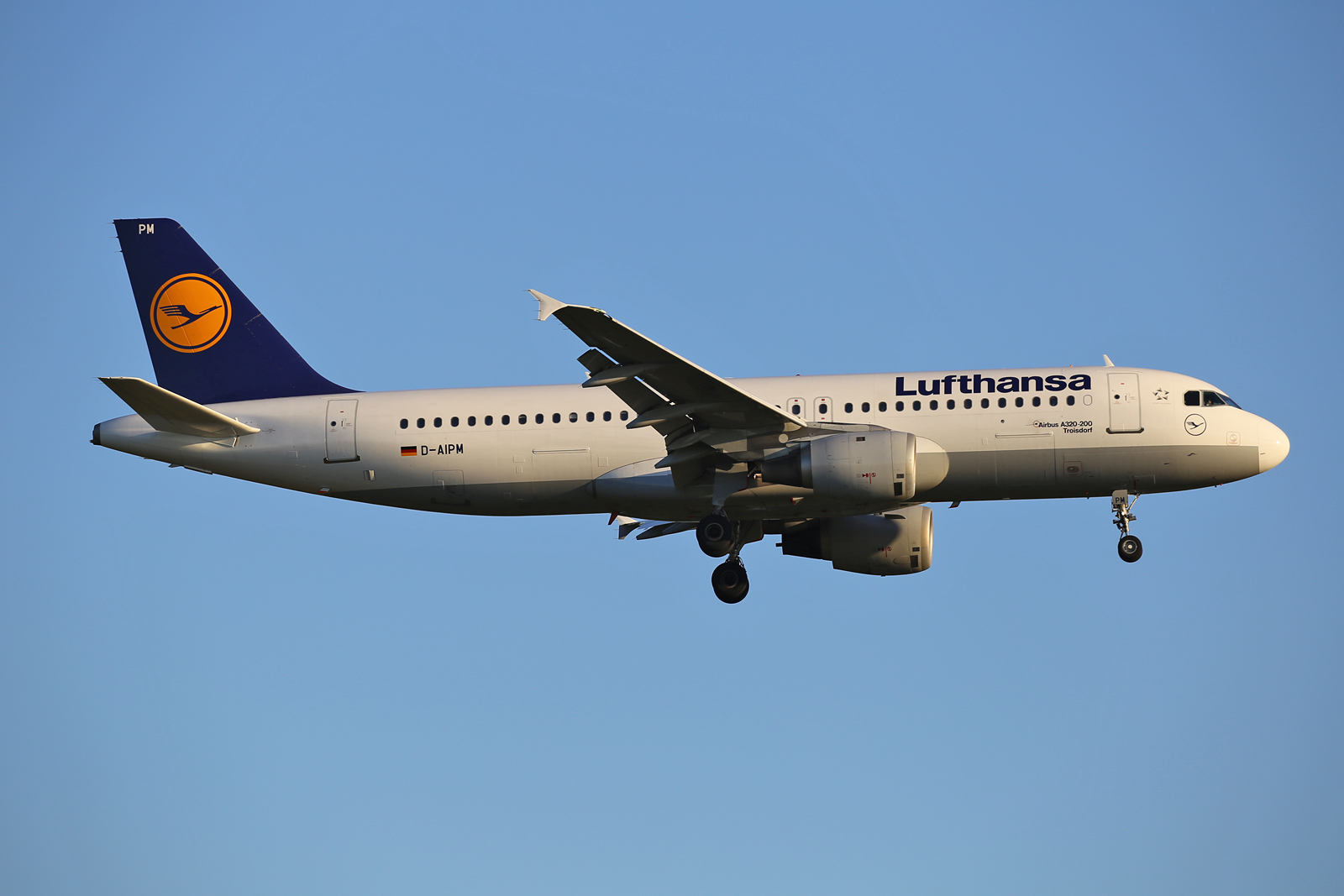
同型機のエアバス A320-211

2904便の着陸を再現したGIF画像

オケンチェ空港の滑走路11への着陸進入中、パイロットはウィンドシアについて知らされた。着陸に際して、パイロットは横風に対抗するため機体を右に傾け、通常よりも20ノット (37 km/h)速い速度で着陸した。これは手順に従った適切な対処だった。しかし、着陸時には横風は追い風に変化しており、パイロットはこれを知らなかった。
2904便は滑走路端から770m地点に着陸した。このとき、右主脚のみ接地しており、左主脚は1,525m地点でようやく接地した。滑走路端付近でパイロットは障害物を避けるため、機体を右へ向けた。機体の速度が十分に落ちず、2904便は72ノット (133 km/h)の速度で滑走路をオーバーランし、堤防に衝突した。衝撃により左翼から出火し、客室に延焼した。

## 事故原因

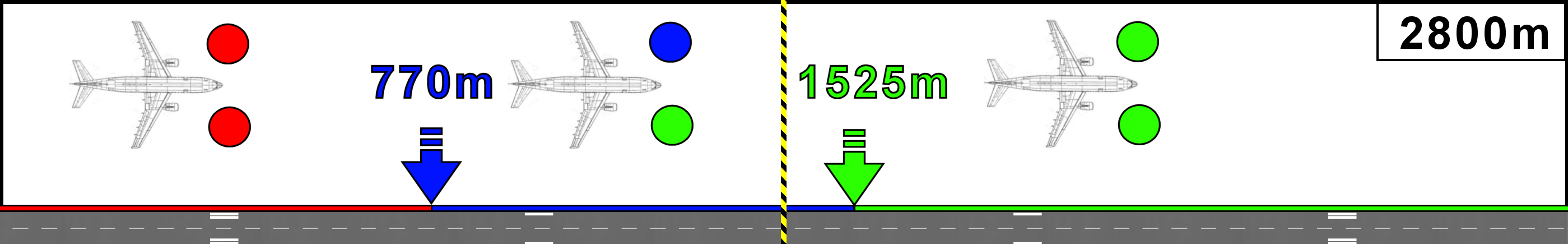
事故時の機体の状態と滑走路を表した図。赤は車輪が接地していない状態、緑は接地した状態、青は浮いたり接地したりしている状態を表す。なお、黄色と黒の線は滑走路の中間点である。

A320は、パイロットの意図的または過失的な逆噴射装置の誤作動を防ぐために主脚に6.3t以上の重量が加わった際にのみ逆噴射機構が作動するようになっている。言い換えれば、主脚にかかる重量が6.3tに達してない場合はいくらリバーサのレバーを引いても作動しないという仕組みである。
しかし、事故機は緩やかな接地を行ったため、主脚にかかる重量が6.3tに達していなかった。そうとは知らず、パイロットはスラストリバーサのレバーを引いたが、しばらくはスラストリバーサは実際機能していなかった。やっと機能し始めたのは滑走路末端まであと数百メートル数えるところであった。
スポイラーも逆噴射装置と同じく、主脚にかかる重量が6.3t以上ないと作動しないようになっているため、スポイラーも作動しなかった。加えてスポイラーは車輪の回転数が83mph(約133km/h)以上で作動する。機体の左主脚が接地せず、わずかに右に傾いた状態で着陸したため、一番重要なブレーキシステムが作動しなかった。こうして本来の接地地点を大きく越え、ブレーキの効き目が十分でなかった旅客機はオーバーランした。
また、ウインドシアの発生に加え雨も降っていた。しかし、管制塔の気候状態を示すモニターは雨の表示ではなかった。滑走路の天候を調べる装置が旧式で、最新の情報を入手できず、それをパイロットたちに知らせることもできなかった。
よって、ブレーキシステムが正常に作動しなかったこと、雨で路面が滑りやすかったこと、それを伝えることができなかったことがオーバーランに繋がったと結論付けられた。

## 類似事故
- レッドウィングス航空9268便着陸失敗事故(乗員5名が死亡)

レッドウィングス航空のツポレフTu-204型機がヴヌーコヴォ国際空港への着陸時に滑走路をオーバーランし高速道路へ飛び出した事故。着陸速度が速かったことと、本事故と同様にブレーキシステムが働かなかったことが原因とされている。ツポレフTu-204型機もA320と同様、主脚に一定以上の力が加わらないとブレーキ類が作動しないようになっていた。
- エールフランス358便事故(死者なし)

トロントピアソン国際空港でエールフランスのA340型機がオーバーランした事故。逆噴射とスポイラーの展開を行わなかったことが原因とされる。
- TAM航空3054便オーバーラン事故(地上の12人を含む199人が死亡)

コンゴーニャス国際空港でTAM航空(現LATAM ブラジル)のA320がオーバーランし、炎上した事故。逆噴射装置の操作ミスが原因とされる。